# Fidel Pagés
Fidel Pagés Miravé (* 26. Januar 1886 in Huesca; † 21. September 1923 in Quintanapalla) war ein spanischer Militärarzt und Entwickler der Periduralanästhesie.

## Leben
Fidel Pagés war der Sohn von Juan Pagés Maraque und Concepción Miravé Sesé, einer Mittelklassefamilie in Huesca. Der Vater starb im Jahr 1893, und die Mutter heiratete erneut. 1901 begann Pagés in seiner Geburtsstadt Huesca ein Medizinstudium an der Universidad de Zaragoza und schloss es mit Auszeichnung 1908 ab. In dieser Zeit lernte er Deutsch.

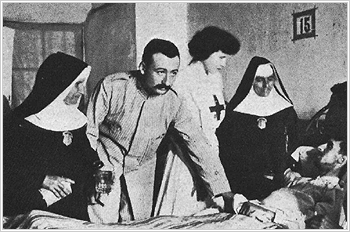
Pagés bei der Visite einer verletzten Person im Docker Hospital in Melilla (1909).

Im gleichen Jahr trat er dem Medizinischen Korps der Ejército de Tierra bei und wurde nach einem Jahr in der Militärmedizinischen Akademie im Juli 1909, er praktizierte zunächst im Hospital Militar de Carabanchel. Hier war er für einige Monate im Militärkrankenhaus Carabanchel Gómez Ulla tätig.
Nach weiteren Tätigkeiten wurde er im Range eines Zweiten Arztes in den Rifkrieg nach Melilla entsandt. Die spanische Armee hatte große Verluste erlitten, und Pagés war Teil der medizinischen Verstärkung, die mehrere Notkrankenhäuser in der Stadt aufbaute. Er blieb zwei Jahre, in denen er zunächst als chirurgischer Assistenzarzt wirkte und nach Kriegsende Sanitätsstationen in den Bergen aufbaute und Rekruten ausbildete.
Im Jahr 1911 verließ er Melilla, nachdem er in den Rang eines Ersten Arztes befördert worden war, und diente in den Folgejahren in Tarragona, Toledo, Madrid, Ciudad Real und erneut in Madrid.
1912 veröffentlichte er in Der Kampf gegen infektiöse Krankheiten im Krieg (Originaltitel: La lucha en campaña contra de las enfermedades infecciosas) Analysen über von ihm in Melilla angewandte Techniken, die von japanischen Ärzten im Russisch-Japanischen Krieg entwickelt wurden. 1913 promovierte er an der Universität Complutense Madrid. Im gleichen Jahr heiratete er Berta Concepción Bergenmann y Quirós, eine Spanierin mit deutschen Vorfahren, und wurde nach Mahón entsandt.
1915 kehrte er nach Madrid zurück, um im Verteidigungsministerium zu arbeiten, eine kurze Station führte ihn nach Alicante. Im gleichen Jahr wurde er Chefarzt des Hospital Provincial de Madrid. Sein Renommée wuchs, und er traf mehrfach auf Königin María Cristina.
1917 inspizierte er während des Ersten Weltkriegs aufgrund seiner deutschen Sprachkenntnisse und seiner Erfahrungen als Militärarzt österreich-ungarische Kriegsgefangenenlager. In dieser Zeit arbeitete er auch im Militärhospital Nr. 2 in Wien.
Pagés war vermutlich mit der deutschen und französischen Medizinliteratur über die bereits 1885 in den USA erstmals durchgeführte Anästhesie im Epiduralraum (genannt auch Periduralraum) vertraut und stand in Kontakt mit deutschen Chirurgen in Wien, die bereits mit der Technik experimentiert hatten. Nachdem Pagés nach Madrid zurückgekehrt war, arbeitete er im Hospital General in Madrid, veröffentlichte mehrere Fachartikel und wurde Chefredakteur der Revista de Sanidad Militar. Zudem arbeitete er wieder im Verteidigungsministerium mit.
1919 gründete er gemeinsam mit dem Arzt Ramírez de la Mata die Revista Española de Cirugía (Spanische Zeitschrift für Chirurgie), in der er zahlreiche Kommentare und Artikel über Anästhesie veröffentlichte, beispielsweise über Samuel Meltzers endotracheale Anästhesie, Louis Ombrédannes 1908 erstmals beschriebenen Äther-Inhalator, Friedrich Trendelenburgs Kanüle, Victor Horsleys hedonal intravenöse Anästhesie und Gustave Le Filliatres total spinale Anästhesie.
1920 wurde Pagés an das Hospital Militar de Urgencia de Madrid versetzt, 1921 im Rahmen der Schlacht von Annual wieder kurzzeitig nach Melilla.

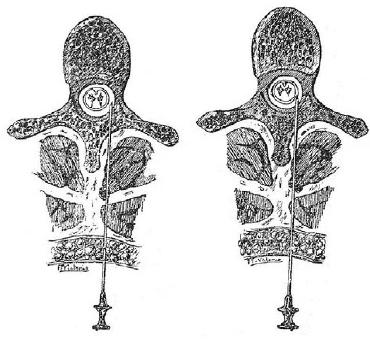
Originalzeichnung von Fidel Pagés zur Technik der Periduralanästhesie.

1921 beschrieb im Artikel Anestesia metamérica, der sowohl in der Revista Española de Cirugía als auch der Revista de Sanidad Militar erschien, die bei einer durch ihn durchgeführten Operation 1920 angewandte Periduralanästhesie. Dabei griff er auf die Erfahrungen von 43 durchgeführten Operationen zurück. Er hatte 1920 auf die Möglichkeit der lumbalen Periduralanästhesie und die Durchführbarkeit von Laparotomien (Bauchschnitten) in periduraler Anästhesie hingewiesen, was 1931 durch Dogliotti wieder aufgegriffen wurde. Obwohl er 1920 in einem Militärkrankenhaus in Madrid stationiert war, erlebte er kurz in Melilla die Folgen der Schlacht von Annual, Desastre de Annual am 22. Juli 1921.
1922 wurde er zum Comandante Médico befördert.
Pagés starb am 21. September 1923 in der Folge eines Autounfalls bei Quintanapalla auf der Rückfahrt aus dem Familienurlaub in Cestona (Guipúzcoa) nach Madrid.

## Rezeption
Seine Arbeit geriet in der Folge in Vergessenheit und war außerhalb des spanischen Sprachraums nicht wahrgenommen worden. 1931 veröffentlichte der italienische Arzt Achille Mario Dogliotti über die Periduralanästhesie, die er unabhängig von Pagés entwickelt hatte, und wurde in der Folge einige Jahre als ihr Entdecker geehrt. Erst einige Jahre später stieß eine argentinische wissenschaftliche Zeitung auf Pagés Veröffentlichungen, und Dogliotti sowie die Fachwelt anerkannten Pagés Leistung.

## Auszeichnungen
- 1923: Gedenkplakette im Hospital Militar de Urgencia de Madrid
- 1923: Gedenkplakette im Militärhospital San Sebastián
- 1926: Umbenennung des Docker Hospitals in Melilla nach Pagés
- 2007: Auslobung des Premio a la Investigación en Sanidad Militar Fidel Pagés Miravé durch das spanische Verteidigungsministerium[8]
- Alle zwei Jahre verleiht die Sociedad Española de Anestesiología, Reanimación y Terapéutica del Dolor (SEDAR) den Preis Fidel Pagés

## Schriften
- La lucha en campaña contra de las enfermedades infecciosas, in: Revista de Sanidad Militar Band 8, 1912, S. 502–506.
- Anestesia metamérica. In: Revista de Sanidad Militar. (Madrid) Band 11, 1921, S. 351–385.
- Anestesia metamérica. In: Revista Española de Cirugía (Madrid) Band 3, 1921, S. 281–306.